# Maria de l'Esperança de Borbó-Dues Sicílies
Maria de l'Esperança de Borbó-Dues Sicílies, princesa imperial del Brasil (Madrid 1914 - Villamanrique de la Condesa (Sevilla) 2005). Princesa de les Dues Sicílies amb el tractament d'altesa reial.
Nascuda a la ciutat de Madrid el dia 14 de juny de 1914 sent filla de l'infant Carles de Borbó-Dues Sicílies i de la princesa Lluïsa d'Orleans. Maria de l'Esperança era neta per via paterna del príncep Alfons de Borbó-Dues Sicílies i de la princesa Maria Antonieta de Borbó-Dues Sicílies i per via materna del príncep Felip d'Orleans i de la princesa Maria Isabel d'Orleans.
Casada el 18 de desembre del 1944 a la catedral de Sevilla amb el príncep imperial Pere Gastao d'Orleans-Bragança, fill del príncep Pere d'Alcàntara d'Orleans-Bragança i de la comtessa bohèmia Elisabeth Dobrzensky von Dobrzenicz. La parella tingué sis fills:
- SAI el príncep Pere Carles d'Orleans-Bragança, nat a Rio de Janeiro el 1945. Casat el 1975 amb Rony Kuhn de Souza de qui quedà viudu l'any 1979 casant-se de nou amb Patricia Alexandra Brascombe el 1982.

- SAI la princesa Maria Glòria d'Orleans-Bragança, nascuda a Petrópolis el 1946. Es casà el 1972 a Villamanrique de la Condesa amb el príncep Alexandre de Iugoslàvia de qui es divorcià l'any 1985. Es tornà a casar l'any 1985 amb el duc de Segorb i comte d'Empúries, Ignacio de Medina y Fernández de Córdoba.

- SAI el príncep Alfons d'Orleans-Bragança, nat el 1948 a Petrópolis. Es casà amb Maria Parejo de qui es divorcià per casar-se amb Silvia-Amalia Hungria de Silva Machado.

- SAI el príncep Manuel del Brasil, nat a Petrópolis el 1949. Casat amb Margarida Haffner.

- SAI la princesa Cristina d'Orleans-Bragança, nada a Petrópolis el 1950. Casada en primeres núpcies amb el príncep Jan Sapieha-Rozánski i en segones núpcies amb José Carlos Calmon de Brito.

- SAI el príncep Francesc Humbert d'Orleans-Bragança, nat el 1956 a Petrópolis. Casat amb Christina Schmidt Peçanha de qui es divorcià per casar-se amb Rita de Cascia Pires.

La princesa Maria de l'Esperança era germana de la comtessa de Barcelona i, per tant, tia del rei Joan Carles I d'Espanya amb qui l'uní una especial relació d'afecte.
La princesa morí a Villamanrique de la Condesa el mes d'agost de 2005, per disposició del rei d'Espanya fou enterrada amb honors d'infanta d'Espanya. Al funeral hi assistiren els reis d'Espanya i les duquesses de Palma de Mallorca i de Badajoz